# Gabriel Cânu
Gabriel Cânu (* 18. Januar 1981 in Bukarest) ist ein rumänischer ehemaliger Fußballspieler. Zuletzt stand der Innenverteidiger bei ACS Poli Timișoara in der Liga 1 unter Vertrag.

## Karriere
Die Karriere von Cânu begann beim FC Național Bukarest, wo er am 2. Juni 1999 zu seinem ersten Einsatz in der höchsten rumänischen Fußballliga, der Divizia A (heute Liga 1), kam. Nachdem in der Saison 1999/2000 keine weiteren Spiele hinzugekommen waren, wurde er in die Divizia B zu Cimentul Fieni ausgeliehen. Dort wurde er zum Stammspieler und schaffte mit seinem Klub den Klassenerhalt. Nach seiner Rückkehr nach Bukarest folgte im Jahr 2001 ein erneutes Leihgeschäft. Mit dem FC Baia Mare belegte er in der Divizia B den zweiten Platz hinter UTA Arad und musste sich in den Relegationsspielen dem FC Farul Constanța geschlagen geben. Erst in der Saison 2003/04 kam er bei seinem Heimatverein Național regelmäßig zum Einsatz, fand sich in der Hinrunde 2004/05 hingegen nur selten im Team wieder.
In der Winterpause verließ Cânu die Hauptstadt und wechselte zum Ligakonkurrenten FCU Politehnica Timișoara. Dort kam er regelmäßig zum Einsatz, ohne sich jedoch dauerhaft als Stammspieler behaupten zu können. Mit den ambitionierten Westrumänen konnte er sich zunächst im Mittelfeld platzieren. In der Saison 2006/07 schrammte er knapp an einer Qualifikation zum UI-Cup vorbei und zog im selben Jahr ins Pokalfinale ein, wo er jedoch mit seiner Mannschaft Rapid Bukarest unterlag. Die darauf folgende Spielzeit schloss der Verein auf dem sechsten Platz ab und qualifizierte sich für den UEFA-Pokal.
Im Sommer 2008 erhielt Cânu ein Angebot vom Ligakonkurrenten FC Vaslui und wechselte in die Westmoldau. Cânu wurde zum Stammspieler, verpasste jedoch verletzungsbedingt die komplette Saison 2009/10 und kehrte erst im Oktober 2010 zurück. Im April 2013 wurde sein Vertrag aufgelöst, nachdem er in der Saison 2012/13 lediglich einmal zum Einsatz gekommen war. Im Sommer 2013 schloss er sich Erstligist Ceahlăul Piatra Neamț an. Ein Jahr später verpflichtete ihn Liga-1-Absteiger ACS Poli Timișoara. Nach dem Wiederaufstieg 2015 kehrte er mit Poli ins Oberhaus zurück, wo er sich in der Spielzeit 2015/16 mit seinem Team in der Abstiegsrunde den Klassenverbleib sicherte. Auch in der Saison 2016/17 spielte er mit Poli gegen den Abstieg. Der Klassenverbleib wurde erst in der Relegation sichergestellt. In der Spielzeit 2017/18 konnte er mit seiner Mannschaft der Abstieg nicht mehr vermeiden und schloss die Liga auf dem vorletzten Platz ab. 2018 beendete Cânu seine Karriere.

## Erfolge
- Rumänischer Pokalfinalist: 2007